# Джамнагар (окръг)
Джамнагар е окръг в щата Гуджарат, Индия с площ от 14 125 км2 и население 1 904 278 души (2001). Главен град е Джамнагар.

## Административно деление
Окръга е разделен на 10 талука.

## Население
Населението на окръга през 2001 година е 1 904 278 души, около 66,48 % от населението е неграмотно.

### Религия
(2001)
- 1 605 941 – индуисти
- 270 223 – мюсюлмани
- 21 907 – джайнисти